# Goulter (rivière)

La rivière Goulter  (en anglais : Goulter River ) est un cours d’eau de la région de Marlborough de l’Île du Sud  de la Nouvelle-Zélande.

## Géographie
Elle prend naissance dans la chaîne de ‘Richmond Range’ près du lac ‘Chalice’. Le lac fut formé par un glissement de terrain, il y a environ 2 000 ans, constituant un barrage en travers de vallée de la rivière. Le lac a un exutoire, mais en fait, l’eau s’infiltre à travers les  décombres des berges latérales de la rivière Goulter.
La rivière s’écoule en sens inverse des aiguilles d’une montre autour du mont Patriarch pour rejoindre le fleuve Wairau .
La rivière fut découverte par Cyrus Goulter, Joseph Ward et Harry Redwood en  1857. Goulter plus tard devint le Speaker du “Marlborough District Council » .
La rivière Goulter court à travers un bush natif et contient des truites, que l’on peut pécher facilement. Un chemin de randonnée s’étend le long de la berge de la rivière.